# マルセイユ美術館
マルセイユ美術館(Musée des beaux-arts de Marseille)は、フランスのマルセイユにある美術館である。ロンシャン宮の中にある。

## 沿革
1801年に開館。

## コレクション
プロヴァンス地方で活躍したエコール・ド・プロヴァンスの画家たちの作品が中心に展示されている。

## 日本にて
2011年9月からに島根県立美術館にて「マルセイユ美術館展」が開催される予定だったが、東日本大震災の影響で中止となった。

## 参照
1. ↑  http://www1.pref.shimane.lg.jp/contents/sam/ja/img/marseille.pdf 島根県立美術館　企画展「マルセイユ美術館展」　中止のお知らせ